# Митрофан-Дикост (сельское поселение)
Митрофа́н-Дико́ст — административно-территориальная единица (административная территория посёлок сельского типа с подчинённой ему территорией) и муниципальное образование (сельское поселение с полным официальным наименованием муниципальное образование сельского поселения «Митрофан-Дикост») в составе муниципального района Троицко-Печорского в Республике Коми Российской Федерации.
Административный центр — посёлок Митрофан-Дикост.

## История
Статус и границы административной территории установлены Законом Республики Коми от 6 марта 2006 года № 13-РЗ «Об административно-территориальном устройстве Республики Коми».
Статус и границы сельского поселения установлены Законом Республики Коми от 5 марта 2005 года № 11-РЗ «О территориальной организации местного самоуправления в Республике Коми».

## Население
| 2010 | 2011 | 2012 | 2013 | 2014 | 2015 | 2016 |
| ---- | ---- | ---- | ---- | ---- | ---- | ---- |
| 513  | ↘502 | ↘461 | ↘431 | ↘398 | ↘390 | ↘380 |
| 2017 | 2018 | 2019 | 2020 | 2021 |      |      |
| ↘359 | ↘324 | ↘290 | ↘268 | ↗281 |      |      |

## Состав
Состав административной территории и сельского поселения:
| № | Населённый пункт | Тип населённого пункта          | Население |
| - | ---------------- | ------------------------------- | --------- |
| 1 | Ваньпи           | деревня                         | 1         |
| 2 | Кодач            | деревня                         | 13        |
| 3 | Мирный           | посёлок                         | 59        |
| 4 | Митрофан-Дикост  | посёлок, административный центр | ↘351      |
| 5 | Митрофаново      | деревня                         | 6         |
| 6 | Тимушбор         | посёлок                         | 83        |